# Al-Ghafir
Al-Ghafir (arabe : سُورَةُ ٱلْغَافِرٍ, français : Le pardonneur) est le nom traditionnellement donné à la 40e sourate du Coran, le livre sacré de l'islam. Elle comporte 85 versets. Rédigée en arabe comme l'ensemble de l'œuvre religieuse, elle fut proclamée, selon la tradition musulmane, durant la période mecquoise.

## Origine du nom
Bien que le titre ne fasse pas directement partie du texte coranique, la tradition musulmane a donné comme nom à cette sourate Le pardonneur, en référence au texte du troisième verset : « 3. Le Pardonneur des péchés, l'Accueillant au repentir, le Dur en punition, le Détenteur des faveurs. Point de divinité à part Lui et vers Lui est la destination. »
Il est à noter que cette sourate est parfois nommée 'al-Mu'min (arabe : سورة المؤمن, français : Le croyant), mais ce titre n'est pas souvent retenu car il risque d'être confondu avec celui de la sourate 23, Al-Mu'minun (arabe : سورة المؤمنون, français : Les croyants).

## Historique
Il n'existe à ce jour pas de sources ou documents historiques permettant de s'assurer de l'ordre chronologique des sourates du Coran. Néanmoins selon une chronologie musulmane attribuée à Ǧaʿfar al-Ṣādiq (VIIIe siècle) et largement diffusée en 1924 sous l’autorité d’al-Azhar,, cette sourate occupe la 60e place. Elle aurait été proclamée pendant la période mecquoise, c'est-à-dire schématiquement durant la première partie de l'histoire de Mahomet avant qu'il ne quitte La Mecque. Contestée dès le XIXe par des recherches universitaires, cette chronologie a été revue par Nöldeke,, pour qui cette sourate est la 78e.
Plusieurs plans ont été proposés pour cette sourate. Neuwirth la divise en trois et Blachère en deux parties. Cette sourate est caractérisée par l’usage, dans l’Édition du Caire, d’une graphie particulière pour le ta marbuta pouvant être soit la marque d’une structure, soit une particularité d’un scribe qui aurait été recopiée telle quelle.
Plusieurs propositions ont été faites quant à la composition de cette sourate. Nöldeke et Blachère la considère comme mecquoise. Une étude du texte permet cependant de supposer que les versets 1-55 (ou 56) formaient une sourate indépendante avant l’adjonction des versets suivants. Dans la sourate 40, les ajouts sont principalement en fin de sourate. Dans les étapes de composition, il faut probablement compter celle où les hawamim ont formé un recueil séparé, avant d’être intégrés au Coran.

## Interprétations

### Versets 23-27: Moussa, Pharaon, Haman et Coré
Ces versets comme les autres récits coraniques liés à Moussa reprennent des éléments bibliques. Une différence apparait pourtant puisqu'il n’est pas envoyé uniquement à Pharaon mais aussi à Haman et à Coré. Ces deux personnages apparaissent comme des mauvais conseillers de Pharaon.
Haman s’inscrit dans une reprise du mythe de la tour de Babel. Pourtant, il est lui-même une reprise du livre d’Esther, ayant vécu supposément bien longtemps après Moïse. Ce lien entre le Haman coranique et celui du livre d’Esther provient d’une légende assyrienne, dite d’Ahiqar, dont il a été prouvé qu’elle a servi d’inspiration au Coran.
Coré est aussi un personnage biblique. Il est présent dans le Livre des Nombres, dans un récit postérieur à la Sortie d’Égypte. Le rôle de Coré comme conseiller de Pharaon apparaît dans la Haggada(h). L’association d’Haman et de Coré apparaît dans les légendes rabbiniques.

Texte de la sourate (Coran datant de 1874)
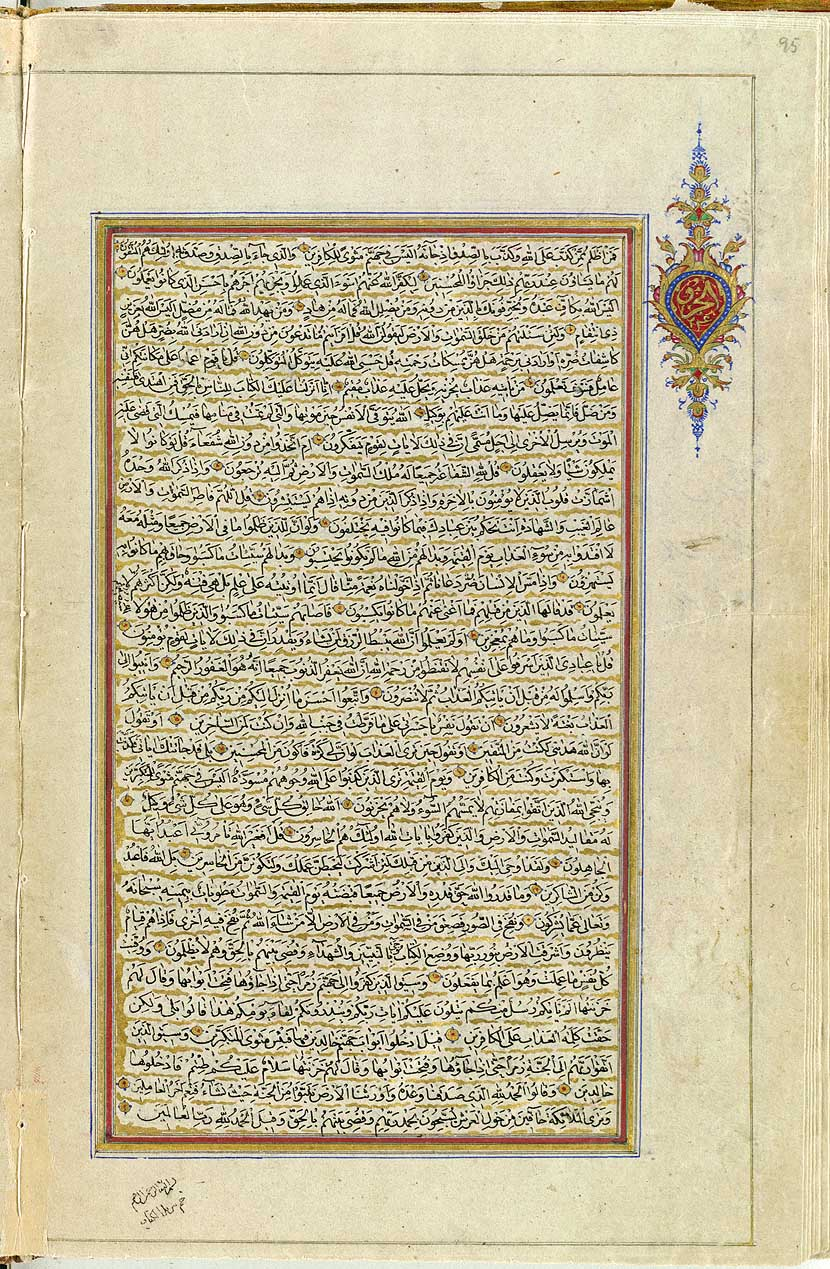
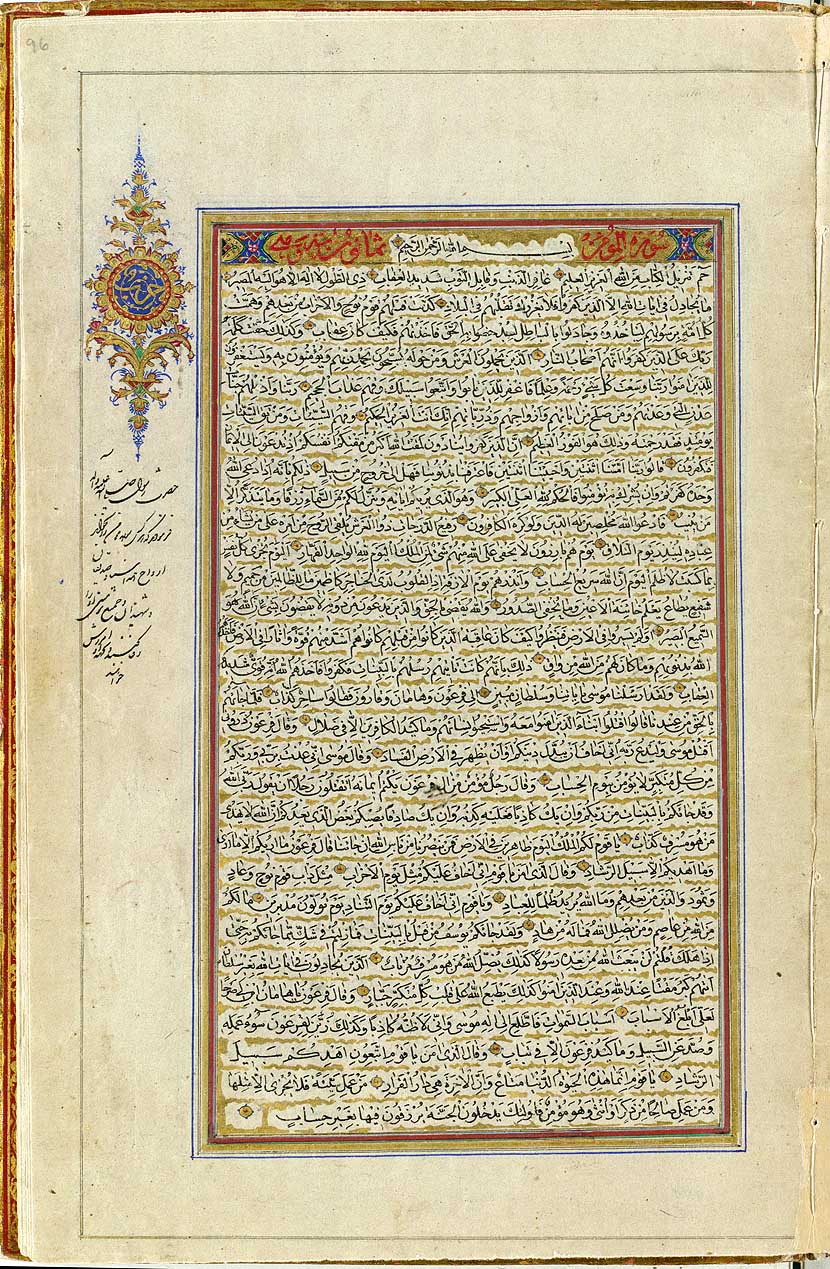